# Superman: Lois and Clark
Superman: Lois and Clark (с англ. — «Супермен: Лоис и Кларк») — ограниченная серия комиксов, состоящая из 8 выпусков, которую в 2015—2016 годах издавала компания DC Comics.

## Синопсис
Серия рассказывает о жизни и приключениях Супермена / Кларка Кента, его жены Лоис Лейн и их сына Джона Кента, которые сталкиваются с новыми проблемами во вселенной New 52.

### Выпуски
| № | Дата выхода     | Оценка на Comic Book Roundup   | Предполагаемый объём продаж (первый месяц) |
| - | --------------- | ------------------------------ | ------------------------------------------ |
| 1 | 14 октября 2015 | 8 из 10 на основе 28 рецензий  | 35 009, позиция в Северной Америке — 64    |
| 2 | 25 ноября 2015  | 8,6 из 10 на основе 9 рецензий | 22 898, позиция в Северной Америке — 109   |
| 3 | 30 декабря 2015 | 8,7 из 10 на основе 8 рецензий | 21 630, позиция в Северной Америке — 127   |
| 4 | 27 января 2016  | 8,9 из 10 на основе 7 рецензий | 23 766, позиция в Северной Америке — 90    |
| 5 | 24 февраля 2016 | 8,4 из 10 на основе 5 рецензий | 22 775, позиция в Северной Америке — 87    |
| 6 | 23 марта 2016   | 8,6 из 10 на основе 6 рецензий | 17 846, позиция в Северной Америке — 115   |
| 7 | 20 апреля 2016  | 8,5 из 10 на основе 6 рецензий | 20 172, позиция в Северной Америке — 100   |
| 8 | 25 мая 2016     | 7,2 из 10 на основе 5 рецензий | 18 284, позиция в Северной Америке — 104   |

### Сборники
| Название                 | Тип            | Дата выхода     | Собранный материал            | Кол-во страниц | ISBN           | Предполагаемый объём продаж (первый месяц) |
| ------------------------ | -------------- | --------------- | ----------------------------- | -------------- | -------------- | ------------------------------------------ |
| Superman: Lois and Clark | Мягкая обложка | 31 августа 2016 | Superman: Lois and Clark #1-8 | 208            | 978-1401262495 | 3 006, позиция в Северной Америке — 22     |

## Отзывы
На сайте Comic Book Roundup серия имеет оценку 8,4 из 10 на основе 74 рецензий. Джесс Шедин из IGN дал первому выпуску 7,9 балла из 10 и написал, что «динамика между Лоис и Кларком очаровательна, и введение ребёнка в эту химию делает её только лучше». Дуг Завиша из Comic Book Resources, обозревая первый выпуск, похвалил художника. Дэвид Пепос из Newsarama поставил первому выпуску оценку 8 из 10 и посчитал, что это был «удивительно эффектный дебют». Его коллега Ричард Грей дал первому выпуску такую же оценку и похвалил художника, отмечая «сексуальный дизайн чёрного костюма» Супермена.